# マグダラのネイピア男爵
マグダラのネイピア男爵（英: Baron Napier of Magdala）は、イギリスの男爵、貴族、連合王国貴族爵位。サー・ロバート・ネイピア陸軍大将が1868年に叙されたことに始まる。

## 歴史
陸軍軍人ロバート・ネイピア(1810-1890)は、イギリス・エチオピア戦争下のマグダラの戦いを指揮して完勝した功により、1868年7月17日に連合王国貴族としてアビシニア及びチェスター王権伯領カリントンにおけるマグダラのネイピア男爵(Baron Napier of Magdala, in Abyssinia and of Caryngton in the County Palatine of Chester)に叙された。ネイピアはのちの1883年には陸軍元帥に昇進したほか、ジブラルタル総督職を務めている。
なお、大法官府事務次官を務めた官僚サー・アルバート・ネイピアは初代男爵の次男にあたる。
その後は長男、次男、異母兄の順で爵位が継承された。これ以降は4代男爵の系統で現在に至っており、現当主である6代男爵はその孫にあたる。
爵位にかかるモットーは『汝、その鎖を解き放て(Tu Vincula Frange.)』。
これは、マグダラの戦いに臨む初代男爵に対してヴィクトリア女王が督戦した電文の内容に由来する。

## マグダラのネイピア男爵（1868年）

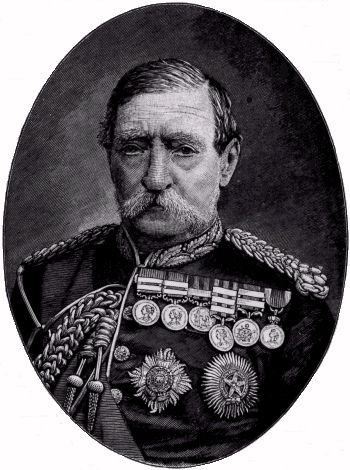
初代男爵ロバート・ネイピア

- 初代マグダラのネイピア男爵ロバート・ジョージ・コルネリス・ネイピア（英語版）（1810年 - 1890年）
- 第2代マグダラのネイピア男爵ロバート・ウィリアム・ネイピア（1845年 - 1921年）
- 第3代マグダラのネイピア男爵ジェームス・ピアス・ネイピア（1849年 - 1935年）
- 第4代マグダラのネイピア男爵エドワード・ハーバート・スコット・ネイピア（1861年 - 1948年）
- 第5代マグダラのネイピア男爵ロバート・ジョン・ネイピア（1904年 - 1987年）
- 第6代マグダラのネイピア男爵ロバート・アラン・ネイピア（1940年 - ）

爵位の推定相続人は、現当主の息子であるジェームス・ロバート・ネイピア（1966年 - ）。